# For a Better Day
"For a Better Day" é uma canção lançada pelo DJ sueco, Avicii, com vocais não credenciados pelo cantor americano Alex Ebert, lançado pela Universal Music. A faixa é o segundo single (lançado respectivamente com "Pure Grinding") de seu segundo álbum de estúdio, Stories, e no seu EP, Pure Grinding / For a Better Day. Lançada em agosto de 2015, a canção foi escrita pelo Tim Bergling (Avicii) e por Alex Ebert. Foi produzido um videoclipe para a canção, que foi filmado na Hungria.
Em 2021, para acompanhar a renomeação do Ericsson Globe para Avicii Arena, a Orquestra Filarmônica Real de Estocolmo lançou uma versão de "For a Better Day" com Ella Tiritiello nos vocais. Arranjada e conduzida por Erik Arvinder, um videoclipe foi gravado com Tiritiello no telhado da arena.

## Videoclipe
O videoclipe oficial de "For a Better Day" foi lançado em 3 de setembro de 2015. Avicii estreou como diretor ao codirigir o vídeo ao lado do cineasta Levan Tsikurishvili. Filmado no verão de 2015, na Hungria, o vídeo é protagonizado pelo ator sueco Krister Henriksson e aborda os temas de escravidão infantil e tráfico sexual de crianças.
"Todas as músicas têm uma história que eu queria contar... A promessa de uma vida melhor muitas vezes prende famílias e crianças, transformando-as em ferramentas para algumas das pessoas mais desprezíveis do planeta. Espero iniciar uma discussão mais ampla sobre esse problema, especialmente agora com o enorme número de famílias que fogem de países devastados pela guerra em busca de segurança e abrigo." — Avicii
O videoclipe é dividido em três linhas do tempo, todas focadas na escravidão sexual infantil. A primeira linha mostra um carro de luxo chegando a um local isolado, onde um caminhão transportando mercadorias de contrabando é recebido por compradores. Dentro do carro, um homem de terno acende um charuto, mas seu rosto e os "produtos" não são revelados.
A segunda linha do tempo, em preto e branco, retrata duas meninas fugindo de uma figura em trajes táticos em um campo de girassóis secos. Elas chegam a um penhasco e se jogam no mar.
A terceira linha do tempo acompanha duas pessoas com máscaras de caveira em uma jornada de vingança, matando os homens que compraram do caminhão. Elas marcam alguns de seus alvos, enquanto outros são forçados a tirar a própria vida. Cada rosto dos mortos é riscado em uma galeria de fotos que inclui dezenas de criminosos.
Essa linha se encerra com os mascarados invadindo uma manifestação política diante de um prédio governamental, onde seu alvo é um político poderoso, aparentemente imune à justiça. Ele é identificado pelo charuto e pelo relógio. A dupla o captura, tira sua máscara e revela suas identidades como duas mulheres adultas, sobreviventes de abusos cometidos por ele na infância.
A primeira linha do tempo é então repetida, agora com áudio de diálogos no lugar da música, revelando que as "mercadorias" vendidas eram crianças. O menino e a menina, anteriormente prisioneiros, escaparam e retornaram como adultos para se vingar. No final, a marca deixada no político revela a palavra “pedofilia”.

## Faixas
| N.º | Título             | Duração |  |
| 1.  | "For a Better Day" | 3:26    |  |

| For a Better Day (Remixes) |                                      |         |  |
| N.º                        | Título                               | Duração |  |
| 1.                         | "For a Better Day" (DubVision Remix) | 4:53    |  |
| 2.                         | "For a Better Day" (KSHMR Remix)     | 4:43    |  |
| 3.                         | "For a Better Day" (Billon Remix)    | 6:13    |  |

## Tabelas musicais
| Tabela musical (2015)                         | Melhor posição |
| --------------------------------------------- | -------------- |
| Alemanha (Offizielle Deutsche Charts)         | 18             |
| Austrália (ARIA)                              | 51             |
| Áustria (Ö3 Austria Top 75)                   | 10             |
| Bélgica (Ultratip Bubbling Under da Valônia)  | 4              |
| Bélgica (Ultratip Bubbling Under de Flandres) | 3              |
| Eslováquia (Rádio Top 100)                    | 51             |
| Finlândia (Suomen virallinen lista)           | 15             |
| França (SNEP)                                 | 26             |
| Hungria (Dance Top 40)                        | 5              |
| Hungria (Rádiós Top 40)                       | 1              |
| Hungria (Single Top 40)                       | 2              |
| Irlanda (IRMA)                                | 62             |
| Itália (FIMI)                                 | 39             |
| Noruega (VG-lista)                            | 15             |
| Países Baixos (Dutch Top 40)                  | 17             |
| Países Baixos (Single Top 100)                | 22             |
| Polónia (Polish Airplay Top 100)              | 6              |
| Suécia (Sverigetopplistan)                    | 5              |
| Suíça (Schweizer Hitparade)                   | 16             |

## Certificações
| País              | Certificação | Vendas  |
| ----------------- | ------------ | ------- |
| Alemanha (BVMI)   | Ouro         | 200.000 |
| Brasil (PMB)      | Platina      | 60.000  |
| Itália (FIMI)     | Ouro         | 25.000  |
| Polônia (ZPAV)    | Platina      | 20.000  |
| Suécia (GLF)      | 2× Platina   | 80.000  |
| Reino Unido (BPI) | Prata        | 200.000 |